# Religión en Mesopotamia

Mapa de la Antigua Mesopotamia.

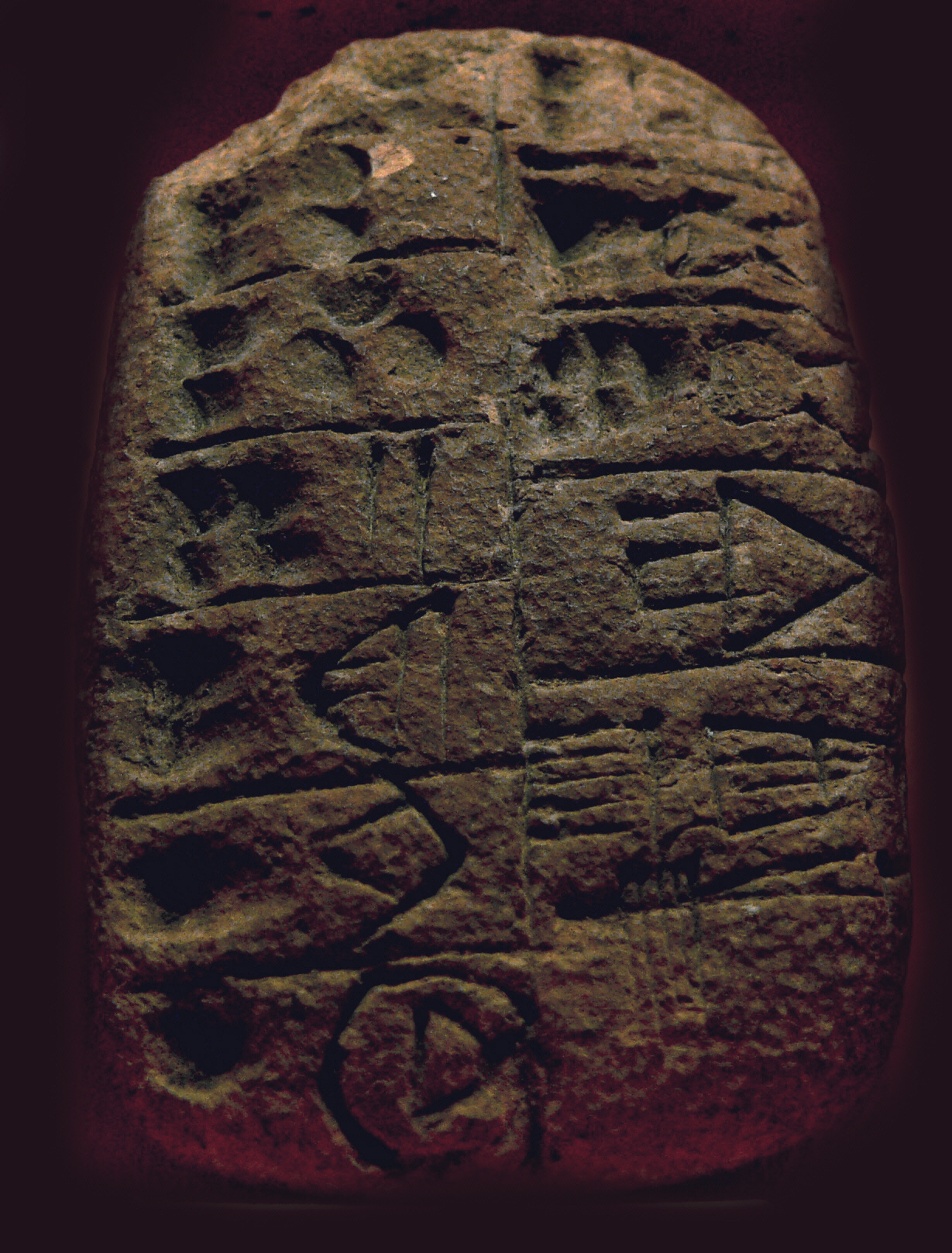
Tablilla de Urg (c. 3200-3000 a. C.) donde se registra una entrega de cereales para una fiesta de la diosa Inanna, uno de los más antiguos textos conocidos donde se documenta un culto religioso. Pergamon Museum.

Las creencias y prácticas religiosas en Mesopotamia se puede decir que forman una única corriente coherente de tradición de origen sumerio. A las existentes, las fueron añadiendo y modificando poco a poco los acadios (semitas que emigraron a Mesopotamia desde el oeste a finales del iv milenio a. C.), cuyas creencias propias fueron en gran medida asimiladas e integradas con las tradiciones propias y con las de otros pueblos que vivieron o convivieron en Mesopotamia (una región que abarca el actual Irak, Kuwait, el sudeste de Turquía y el noreste de Siria), destacando los babilonios o los asirios y más adelante, los arameos y los caldeos.
Hay que tener en cuenta que no existía en las lenguas del Próximo Oriente Antiguo la palabra "religión" ni se tenía un concepto de la misma, aunque desde el comienzo de los tiempos, el ser humano ha tenido lo que hoy llamamos "vivencias religiosas", imaginando seres sobrenaturales con los que debía interactuar para fortalecer sus certidumbres y creencias. Al igual que con la mayoría de las religiones muertas, muchos aspectos de sus prácticas y complejidades doctrinales se han perdido y olvidado con el tiempo. Afortunadamente, gran parte de la información y el conocimiento procedente de una amplia variedad de fuentes se ha podido recuperar, y el trabajo realizado por historiadores y científicos, con ayuda de especialistas en Religión se ha podido reconstruir un conocimiento académico de la historia religiosa, las costumbres y el papel que estas creencias ha jugado en la vida cotidiana de los pueblos mesopotámicos de Súmer, Acad, Babilonia o Asiria durante este tiempo.  
Historiadores, como Jean Bottéro, han afirmado que la religión mesopotámica es la religión más antigua del mundo, aunque hay otras que reclaman esta primacía, como la egipcia. Lo que se sabe acerca de la religión en Mesopotamia proviene de las evidencias arqueológicas descubiertas en la región, en particular las fuentes literarias, que generalmente están escritas en cuneiforme sobre tablillas de arcilla, donde se describen tanto la mitología como las prácticas de culto. Otros restos arqueológicos también pueden ser útiles en la reconstrucción de la religión mesopotámica. Como es común en la mayoría de las antiguas civilizaciones, los objetos realizados con los materiales más duraderos y preciosos son los que mejor han sobrevivido, y la mayoría están asociados con creencias y prácticas religiosas. Esto ha llevado a la afirmación de que para los mesopotámicos, toda su existencia fue infundida por su religiosidad y casi todo lo que nos ha llegado puede ser utilizado como una fuente de conocimiento sobre su religión.
Para Bottéro, la religiosidad de la Antigua Mesopotamia estaba principalmente constituida por un sentimiento de temor, respeto y servilismo ante las divinidades (politeísmo), que eran representadas fundamentalmente en forma antropomorfa y cuyas necesidades los seres humanos tenían la obligación de satisfacer con abnegación y generosidad.
La Religión en Mesopotamia ha tenido una gran influencia en las religiones posteriores, incluyendo la cananea, la de la Antigua Grecia o la fenicia, pero también en las religiones monoteístas como el judaísmo, el cristianismo, el mandeísmo o el islam. En cada ciudad tenían dioses diferentes.

## La religión en Mesopotamia en su contexto cultural e histórico
Plantear una historia de la religión en Mesopotamia es complejo por las diferencias de pueblos y tradiciones, entidades políticas y la diversidad temporal y local. La identificación de las diferentes etapas del desarrollo religioso sigue siendo controvertido porque aunque la evolución artística, arquitectónica, literaria o cultural se mantienen identificables, su conocimiento puede cambiar muy rápidamente como resultado de nuevos descubrimientos que pueden hacer cambiar la datación de la aparición de determinados fenómenos o cambiar algunas ideas existentes. 
Explicar su evolución es aún más incierto, pues, es frecuente relacionar los cambios por los acontecimientos políticos y culturales, especialmente étnicos, que ha experimentado Mesopotamia. Esto puede complementarse con otro enfoque de tipo evolutivo postulando un antiguo estadio de la religión más naturalista y colectiva, mientras que las etapas más recientes de la religión mesopotámica tienden hacia unas concepciones más elevadas de la existencia de determinadas divinidades, hacia un henoteísmo y hacia un pensamiento religioso más centrado en el individuo, como si fuera un preludio de la aparición del monoteísmo. La exposición de las grandes líneas del desarrollo de la religión mesopotámica es, sin embargo, necesaria para una mejor comprensión de sus creencias y prácticas.

### Los orígenes: la religión sumeria y las ciudades estados
La escritura aparece alrededor del 3200 a. C. y la literatura caracterizada como “religiosa” (mitos, himnos o rituales), no se desarrolla hasta mediados del III milenio a. C. El mundo religioso de los primeros mesopotámicos debe comprenderse a través del estudio de su arquitectura, su arte y sus prácticas funerarias. Esto plantea algunas dificultades, puesto que los antiguos lugares de culto no siempre han sido claramente identificados. Los conjuntos monumentales más antiguos se encuentran en Eridu de comienzos del V milenio a. C. y Uruk, Tell Uqair o Tepe Gaura en el IV milenio a. C. Disponen de edificios sencillos que han tenido una función religiosa, que serían los antecedentes de los templos de periodos históricos (instalaciones dedicadas al culto y restos de ofrendas y materiales de culto que han podido ser recuperados). Los  historiadores han tratado de reconstruir a partir de estas fuentes y de textos de períodos posteriores, una primera forma de religión mesopotámica basada en la adoración de las fuerzas de la naturaleza, a menudo visualizadas con formas no humanas, principalmente relacionadas con la fertilidad (en un contexto de comunidades de agricultores, pastores y pescadores), aunque sea en parte especulativo.